# Arundanus crumbi
Arundanus crumbi är en insektsart som beskrevs av Delong 1916. Arundanus crumbi ingår i släktet Arundanus och familjen dvärgstritar. Inga underarter finns listade i Catalogue of Life.